# 太田博太郎
太田 博太郎（おおた ひろたろう、1912年11月5日 - 2007年1月19日）は、日本の建築史家。東京大学名誉教授。日本学士院会員。九州芸術工科大学学長等をつとめた。

## 経歴
1912年、東京生まれ。誠之小学校を経て、1932年武蔵高校（旧制）を卒業。この頃から建築史に関心を深め、奈良・京都の古建築に親しんだ。1935年、卒業論文「東大寺南大門の研究」を提出して、東京帝国大学工学部建築学科を卒業した。
1937年、妙成寺国宝建造物修理事務所助手となり、1939年、法隆寺国宝保存工事事務所助手となる。1943年、東京帝国大学助教授に就任。1960年、東京大学教授。1957年、学位論文『中世建築の基礎的研究』を東京大学に提出して工学博士の学位を取得。1973年、東京大学定年退官、同大学名誉教授、武蔵野美術大学教授。
1974年、九州芸術工科大学学長となった。1978年から1990年3月まで、第2代武蔵学園長を務めた。1997年日本学士院会員に選出された。学界では文化財建造物保存技術協会理事長などを歴任した。
2007年、老衰のため東京都内で死去。

## 受賞・栄典
- 1954年：日本建築学会賞（論文）[2]
- 1963年：日本建築学会賞（業績）[2]
- 1976年：毎日芸術賞 [2]
- 1984年：勲二等旭日重光章を受章[2]
- 1989年：日本建築学会大賞を受賞[2]

## 研究内容
中世の寺院建築や民家の調査を進め、第二次世界大戦後の研究をリードした。『日本建築史序説』は戦後建築史に残る名著として評価が高い。また「天竺様」「唐様」という言葉を「大仏様」「禅宗様」に改めた。
文化財の修理・保存事業にも尽力し、法隆寺の修復、薬師寺・平城宮の復元のほか、長野県妻籠宿の町並み保存にも関わった。寺社仏閣だけでなく、戦後は庶民住宅である民家にも着目し、民家調査方法を確立した。教育者としても多くの後進を育てた。

## 著作
著書
- 『法隆寺建築』（東亜建築撰書 4) 彰国社 1943
- 『日本建築史序説』彰国社 1947[注釈 1]
  - 増補第3版 2009年
- 『図説日本住宅史』彰国社 1948
  - 新訂 1971年
- 『中世の建築』彰国社 1957
- 『日本の建築』筑摩書房「筑摩叢書」 1968
  - 改題『日本の建築　歴史と伝統』ちくま学芸文庫 2013
- 『床の間』 岩波新書黄版 1978
- 『南都七大寺の歴史と年表』 岩波書店 1979
- 『歴史的風土の保存』 彰国社 1981
- 『奈良の寺々』 岩波ジュニア新書 1982[注釈 2]
  - 吉川弘文館(読みなおす日本史) 2019
- 『日本建築の特質』（日本建築史論集1）岩波書店 1983
- 『日本住宅史の研究』（日本建築史論集2）岩波書店 1984
- 『社寺建築の研究』（日本建築史論集3）岩波書店 1986
- 『太田博太郎と語る日本建築の歴史と魅力』 彰国社 1996